# Jüdisches Zentrum Heilbronn

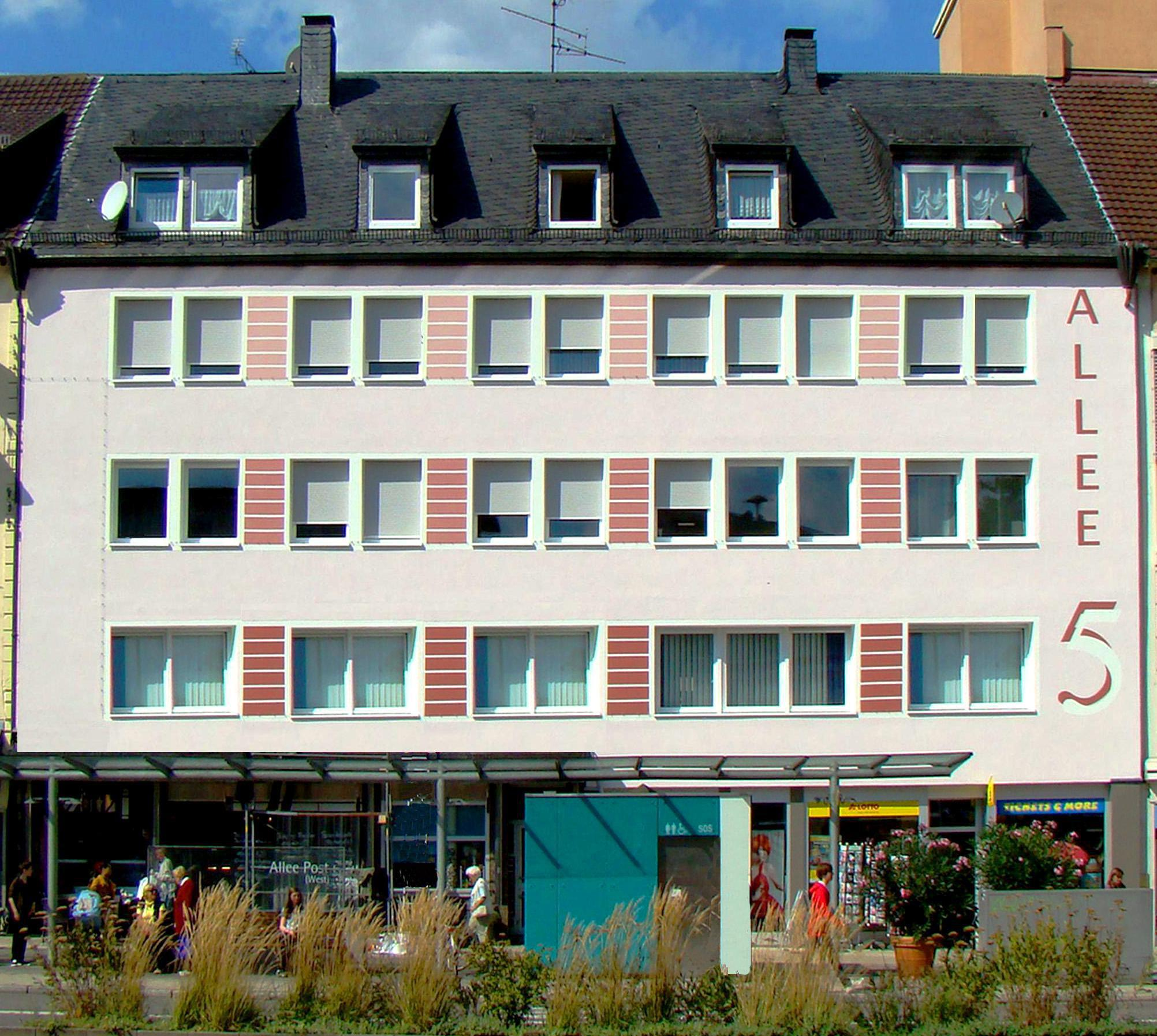
Allee 5 in Heilbronn, Sitz des Jüdischen Zentrums

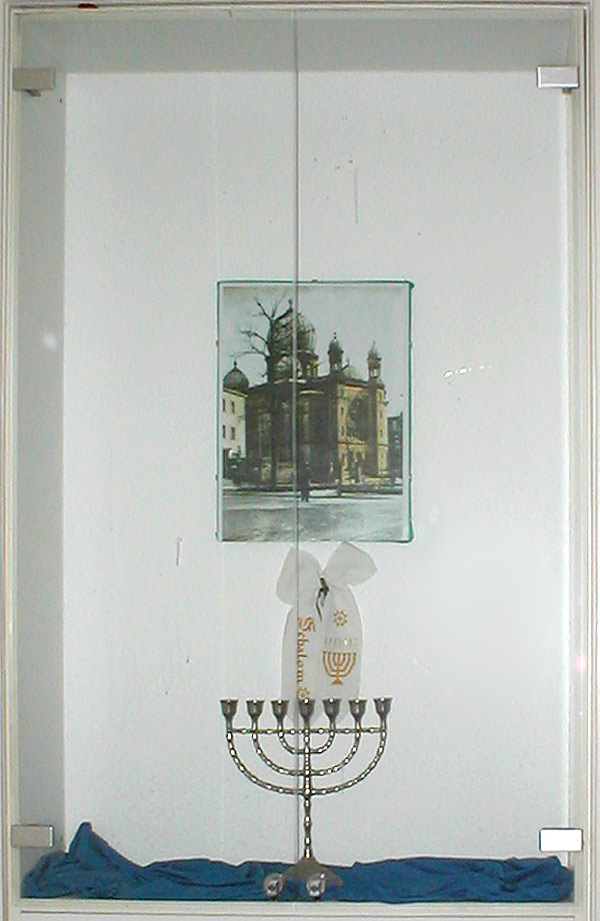
Menorah im jüdischen Zentrum

Das Jüdische Zentrum Heilbronn der „Israelitischen Religionsgemeinschaft Württembergs (IRGW) Zweigstelle Heilbronn“ befindet sich seit 2005 in einem Geschäftsgebäude an der Allee in Heilbronn gegenüber dem Platz der 1938 zerstörten Heilbronner Synagoge.

## Beschreibung
Das Zentrum ersetzt in dem Sinne die im Novemberpogrom zerstörte Synagoge an der Allee und ist das neue religiöse und gesellschaftliche Zentrum der Heilbronner Juden. Ein mobiler Schrank, der von einem Davidstern gekrönt wird, dient als Toraschrein, mit einem Ner Tamid an der Wand daneben. Der Schrein ist mit einem blauen goldbestickten Vorhang versehen worden. Die Bima wurde durch einen Verein gestiftet. Neben Sitzplätzen für 50 Männer sind im selben Raum hinter einer Stellwand (Mechitza) Stühle für weibliche Gemeindemitglieder vorhanden. Zudem gibt es eine Küche mit einem Vorraum und eine Bibliothek mit Judaica.

## Geschichte seit 1945
Bis 1980 bestand die jüdische Gemeinde in Heilbronn aus sechs Familien, die der Israelitischen Religionsgemeinschaft in Württemberg (Stuttgart) angehörten. Seit 1990 ist die Glaubensgemeinschaft durch die eingewanderten Juden aus der ehemaligen Sowjetunion auf etwa 150 Mitglieder angewachsen.
Im Oktober 2003 wurde in Heilbronn Sukkot an der Freimaurerloge in der Moltkestraße, dem vorläufigen Treffpunkt der Heilbronner Juden, gefeiert. Rabbiner Shneur Trebnik, Ortsrabbiner in Ulm (er ist einerseits Angestellter Rabbiner der IRGW und zugleich gehört er der Organisation Chabad Lubawitsch an; siehe auch Jüdische Gemeinde Ulm), erschien dabei mit einer fahrbaren Sukka. Im Dezember 2003 wurde erstmals seit 1937 in Heilbronn Chanukka gefeiert. Rabbiner Shneur Trebnik kam aus Ulm mit einer großen Chanukkia auf einem Autoanhänger. Der Leuchter wurde auf dem Marktplatz aufgestellt und dort die Lichter angezündet. Im Keller des Heilbronner Rathauses feierten 60 Frauen Kinder und Männer das Fest.
Im März 2004 versuchte die jüdische Glaubensgemeinschaft Heilbronn weiterhin einen neuen Standort für ein jüdisches Gemeindezentrum mit Betsaal zu finden. Zuerst wurde der Standort der in den Novemberpogromen 1938 zerstörten Synagoge ins Auge gefasst, aber die Umbaukosten hätten sich auf eine Viertelmillion Euro belaufen.
Im September/Oktober 2004 wurde im evangelischen Gemeindehaus der Christuskirche und dem der Kiliansgemeinde Rosch ha-Schana und später im Haus der Kiliansgemeinde Jom Kippur gefeiert, weil der Betsaal noch nicht fertig umgebaut war. Daher mussten die Heilbronner jüdischen Glaubens entweder zur Synagoge in Stuttgart fahren oder in Gemeindezentren der evangelischen Kirche in Heilbronn oder in den Logen den Shabbat feiern.
2005 konnte ein neuer Betsaal in einem Gebäude an der Allee eingerichtet werden. Als Beitrag stiftete die Kommune 20.000 Euro. Im Dezember 2005 wurde ein neuer Thoraschrank aus Buchenholz von einem Verein gestiftet, der von einem Davidstern auf einem Giebelaufsatz geschmückt wird. 
Am 19. Februar 2006 wurde bei der festlichen Einweihung eine neue Thorarolle durch den Landesrabbiner Netanel Wurmser in den Betsaal eingebracht. Die Thorarolle wurde in Israel angefertigt und musste dann von dort nach Heilbronn eingeflogen werden. Die Kosten beliefen sich hierbei auf 20.000 Euro. Mitglieder der Israelitischen Religionsgemeinschaft zu Heilbronn haben die letzten Lettern in die Thorarolle eingeschrieben.
Seit Anfang 2011 wird die IRGW-Zweigstelle Heilbronn durch den orthodoxen Rabbiner Yehuda Pushkin betreut. Die Sederabende anlässlich des Pessach-Festes 5772 (April 2012) wurden nach liberalem Ritus mit dem liberalen Rabbiner Yuri Kadnykov gefeiert.